# 姬鹛属
姬鹛属（学名：Cutia），是噪鹛科的一属，分佈於南亞和東南亞的叢林中。
属下物种有：
- 斑胁姬鹛
- 越南姬鹛